# Garipçe, Sarıyer
Garipçe là một xã thuộc huyện Sarıyer, tỉnh Istanbul, Thổ Nhĩ Kỳ. Dân số thời điểm năm 2010 là 340 người.